# Thimister-Clermont
Thimister-Clermont (in vallone Timister-Clairmont) è un comune francofono del Belgio situato nella Region Vallone nella Provincia di Liegi.
Al 1º luglio 2004, il comune contava 5.310 abitanti (2.673 uomini e 2.637 donne) per una superficie di 28,55 km². Il comune è parte integrante del pays de Herve ed è conosciuto per la produzione di sidro, specialità della località. La sua altitudine varia da 170 a 347 metri.

## Località comprese nel comune
- Clermont-sur-Berwinne
- Elsaute
- Froidthier
- La Minerie
- Thimister